# Яструбинівська сільська рада
Яструби́нівська сільська́ ра́да — адміністративно-територіальна одиниця та орган місцевого самоврядування в Вознесенському районі Миколаївської області. Адміністративний центр — село Яструбинове.

## Загальні відомості
- Населення ради: 1 389 осіб (станом на 2001 рік)

## Населені пункти
Сільській раді підпорядковані населені пункти:
- с. Яструбинове
- с. Новопристань

## Склад ради
Рада складається з 16 депутатів та голови.
- Голова ради: Бойко Станіслав Ярославович
- Секретар ради: Абакумова Валентина Миколаївна

### Керівний склад попередніх скликань
| Прізвище, ім'я, по батькові  | Основні відомості                                                                             | Дата обрання | Дата звільнення |
| ---------------------------- | --------------------------------------------------------------------------------------------- | ------------ | --------------- |
| Абакумова Валентина Іванівна | Сільський голова, 1959 року народження, член Соціал-демократичної партії України (об'єднаної) | 26.03.2006   | 31.10.2010      |
| Бойко Станіслав Ярославович  | Сільський голова, 1963 року народження, член Партії регіонів                                  | 31.10.2010   |                 |

Примітка: таблиця складена за даними сайту Верховної Ради України

### Депутати
За результатами місцевих виборів 2010 року депутатами ради стали:

#### За суб'єктами висування
| Суб'єкт висування           | Кількість обраних депутатів | %    |
| --------------------------- | --------------------------- | ---- |
| Партія регіонів             | 12                          | 75   |
| Самовисування               | 3                           | 18,8 |
| Комуністична партія України | 1                           | 6,3  |

#### За округами
| № округу                    | Прізвище, ім'я, по батькові     | Дата визнання обраним | Освіта             | Партійна приналежність            | Відомості про обраного депутата                                     |
| --------------------------- | ------------------------------- | --------------------- | ------------------ | --------------------------------- | ------------------------------------------------------------------- |
| Комуністична партія України |                                 |                       |                    |                                   |                                                                     |
| 6                           | Гаркавенко Людмила Трохимівна   | 04.11.2010            | вища               | член Комуністичної партії України | пенсіонер                                                           |
| Партія регіонів             |                                 |                       |                    |                                   |                                                                     |
| 3                           | Абакумова Валентина Миколаївна  | 04.11.2010            | вища               | член Партії регіонів              | Яструбинівська сільська рада, секретар                              |
| 4                           | Шестерик Людмила Юріївна        | 04.11.2010            | середня спеціальна | член Партії регіонів              | тимчасово не працює                                                 |
| 5                           | Довгань Інна Вікторівна         | 04.11.2010            | середня спеціальна | член Партії регіонів              | Яструбинівська загальноосвітня школа, робітник кухні                |
| 7                           | Шелетіна Валентина Євгеніївна   | 04.11.2010            | середня            | член Партії регіонів              | Яструбинівська загальноосвітня школа, двірник                       |
| 8                           | Костенко Світлана Михайлівна    | 04.11.2010            | середня спеціальна | член Партії регіонів              | Миколаївська Укрпошта ЦПЗ № 2, листоноша                            |
| 9                           | Букач Наталія Миколаївна        | 04.11.2010            | середня            | член Партії регіонів              | Яструбинівський дошкільний навчальний заклад, поміч-ник вихова-теля |
| 10                          | Гранченко Галина Степанівна     | 04.11.2010            | середня            | член Партії регіонів              | пенсіонер                                                           |
| 11                          | Пономарьова Алла Валеріївна     | 04.11.2010            | вища               | член Партії регіонів              | Миколаївська Укрпошта ЦПЗ № 2, листоноша                            |
| 13                          | Храмов Ігор Володимирович       | 04.11.2010            | середня            | член Партії регіонів              | «Лакталіс», збирач молока                                           |
| 14                          | Кучеренко Любов Миколаївна      | 04.11.2010            | середня            | член Партії регіонів              | пенсіонер                                                           |
| 15                          | Єремейчук Наталія Миколаївна    | 04.11.2010            | середня спеціальна | член Партії регіонів              | Центр соціального захисту, соціальний працівник                     |
| 16                          | Могила Анатолій Іванович        | 04.11.2010            | середня            | член Партії регіонів              | ДПДГ «Зорі над Бугом», механізатор                                  |
| Самовисування               |                                 |                       |                    |                                   |                                                                     |
| 1                           | Сухорученко Сергій Анатолійович | 04.11.2010            | середня спеціальна | позапартійний                     | тимчасово не працює                                                 |
| 2                           | Бойко Сергій Павлович           | 04.11.2010            | середня            | позапартійний                     | Одеська воєнізованаохорона, стрілець                                |
| 12                          | Петрушков Анатолій Андрійович   | 04.11.2010            | середня            | позапартійний                     | Вознесенська ЦРЛ, водій                                             |